# Bamo
 (avril 2021).
Les Bamo sont un peuple bété vivant dans le département de Gagnoa situé au centre ouest de la Côte d'Ivoire.